# Orderbuch
Das Orderbuch ist im Börsenhandel eine nach Preis und Eingangszeitpunkt geordnete Liste aller zu einem bestimmten Wertpapier vorliegenden Wertpapierorders. Orderbücher werden heutzutage im Allgemeinen in einem elektronischen Handelssystem geführt, das von Finanzbrokern, Banken, Börsen oder sonstigen Betreibern eines organisierten Handelssystems betrieben wird. 

## Allgemeines
Ein Orderbuch stellt die Grundlage für die Kursermittlung der an einer Börse gehandelten Effekten dar, wobei weltweit der Börsenkurs heute meist elektronisch ermittelt wird und die ausführbaren Orders automatisch zur Ausführung kommen. Diese elektronische Ermittlung setzt jedoch die Datenerfassung durch Befugte voraus, das sind Börsenmakler, Skontroführer oder Spezialisten.

## Arten
Die Transparenz des Orderbuchs beschreibt den Umfang der Informationen, den die Marktteilnehmer von der Zusammenführung der Wertpapierorders erhalten. Das offene Orderbuch ist für alle Handelsteilnehmer sichtbar. Daneben gibt es auch Orderbücher, die nur teilweise oder nur für bestimmte Personengruppen sichtbar sind wie zum Beispiel das Orderbuch für Eisbergorders. Lediglich ein kleiner Teil der hierin eingetragenen Orders, die „Spitze“ (englisch peak), ist allgemein bei ihnen sichtbar. Für den seit Februar 2001 in der Börse Frankfurt bestehenden Blockhandel („Xetra XXL“) mit einer Mindestgröße von 3 Millionen bis 7 Millionen Euro je Order gibt es ein dauernd geschlossenes Orderbuch. Ein geschlossenes Orderbuch liegt mithin vor, wenn keinerlei Informationen über den Orderfluss veröffentlicht werden.

## Ablauf
Ein Orderbuch wird für jedes gehandelte Wertpapier einzeln geführt. Im Orderbuch sind alle Wertpapierorders nach Preis und Eingangszeitpunkt registriert, was für das spätere Zusammenführen (englisch matching) von Bedeutung ist. Sobald im Orderbuch die Order vom Skontroführer oder Spezialisten erfasst wurde, weist ihm das elektronische Handelssystem einen Zeitstempel und eine Transaktionsnummer zu. Über die erfolgreiche Aufnahme in das Orderbuch wird jeder betroffene Handelsteilnehmer systemseitig informiert. Während des fortlaufenden Handels ist das Orderbuch im Regelfall offen, alle Orders werden kumuliert (Zusammenfassung gleichlautender Orders) zum jeweiligen Kurslimit angezeigt. Ein Limitkontrollsystem überwacht permanent die im Orderbuch vorhandenen Limite auf Ausführbarkeit. Mit Hilfe der von Market Makern übermittelten handelbaren An- und Verkaufspreise, sogenannten Quotes, stellt der Skontroführer oder QLP (englisch Quality and Liquidity Provider) oder ein vollelektronisches System diese Quotes gegen die An- und Verkaufspreise der Orders und ermittelt so einen Börsenpreis.
Beim „Matching“ werden durch das Handelssystem diejenigen Kauf- und Verkaufsorders nach dem Meistausführungsprinzip zu einem einheitlichen Börsenkurs zusammengeführt, bei dem der größte Börsenumsatz mit dem geringsten Überhang auf der Kauf- (Nachfrageüberhang) oder Verkaufsseite (Angebotsüberhang) gehandelt wird (Notierung zum Gleichgewichtspreis). Zusätzlich muss die Kurskontinuität eingehalten werden, damit zu große Kurssprünge (die mit einer Plus-/Minusankündigung vorher zu melden sind) vermieden werden. Geschlossen ist das Orderbuch im vorbörslichen und im nachbörslichen Handel.

## Elektronische Erfassung
Seit Juli 2002 hat beispielsweise gemäß § 28 BörsG in Deutschland der Skontroführer auf einen geordneten Marktverlauf hinzuwirken und die Skontroführung neutral auszuüben. Die Aufgabe eines Skontroführers besteht im Feststellen von marktgerechten Börsenkursen aus seinem betreuten Skontro. Sein Skontro ist Teil eines elektronischen Handelssystems, in welchem der Skontroführer alle vorliegenden Orders eines Wertpapiers einträgt. Er hat durch geeignete organisatorische Maßnahmen die Einhaltung der ihm obliegenden Pflichten sicherzustellen. Bei der Preisfeststellung hat er weisungsfrei zu handeln. Der Skontroführer muss alle zum Zeitpunkt der Preisfeststellung vorliegenden Orders bei ihrer Ausführung unter Beachtung der an der Börse bestehenden besonderen Regelungen gleich behandeln.  
Im Mai 2011 wurden die Skontroführer im Parketthandel der Frankfurter Börse durch Spezialisten für das elektronische Handelssystem XETRA mit modifizierten Aufgaben abgelöst. Spezialisten sind Mitarbeiter von Kreditinstituten, welche die Ausführung von Wertpapierorders an der Parkettbörse überwachen. Für jedes Wertpapier ist ein Spezialist zuständig, der alle Orders im elektronischen Orderbuch festhält und die Kursermittlung durch den Handelsplatz XETRA initiiert.  

## Orderbuchumsatz
Den Gesamtwert eines in einer bestimmten Periode gehandelten Wertpapiers nennt man Orderbuchumsatz. Dieser ist ein Maßstab für die Marktliquidität und Markttiefe sowie die Aktivität eines Wertpapiers. Der Orderbuchumsatz dient als Kriterium z. B. zur Aufnahme in den DAX oder die Einstufung im Xetra-Handel. Ein international gebräuchlicheres Synonym für den Begriff Orderbuchumsatz ist das Handelsvolumen, ein Aggregat aller Orderbücher.

## Orderbuch bei Wertpapieremissionen
Als Orderbuch wird auch ein von einem Bankenkonsortium geführtes Verzeichnis genannt, in das bei Wertpapieremissionen jeder Zeichner mit Zeichnungsbetrag, Zeichnungspreis und Zeichnungsdatum eingetragen wird. Beim Bookbuilding-Verfahren wird das Orderbuch zentral vom Bookrunner geführt (daher der Name „Bookrunner“), beim Festpreisverfahren dezentral von jeder einzelnen Konsortialbank. Das Orderbuch wird nach Ablauf der Zeichnungsfrist geschlossen und verschafft dann dem Kreditinstitut einen Überblick über die aktuelle Nachfrage sowie – beim Bookbuilding – auch eine Einschätzung der Preiselastizität der Zeichner und regionaler Zeichnungspräferenzen. Beim Bookbuilding bildet das Orderbuch die Grundlage für die Preisfindung, da anhand der mit Kurslimiten verbundenen Zeichnungsvolumina der Emissionskurs wie an der Börse ermittelt werden kann.

## Materialwirtschaft
In der Materialwirtschaft enthält das Orderbuch alle Bestellquellen für die Beschaffung von Fertigungs- oder Büromaterial.